# Spider Robinson
Spider Robinson (ur. 24 listopada 1948 w Nowym Jorku) – kanadyjski pisarz science fiction, laureat m.in. Hugo i Nebuli oraz krytyk fantastyki. Od 1999 mieszka na wyspie Bowen Island, od 2002 ma obywatelstwo kanadyjskie.
Debiutował w 1972, opowiadaniem w Analog Science Fiction and Fact. Pierwszą powieść, Telempath, będącej rozwinięciem nagrodzonego Hugo opowiadania By Any Other Name, wydał w 1976 r.

### Trylogia The Deathkiller
- Zabójca umysłów(inne języki) (Mindkiller, 1982), wyd. polskie 1995 w tłumaczeniu Anny Reszki, Wydawnictwo Bellona[2]
- Time Pressure (1987)
- Lifehouse (1997)

### Trylogia Gwiezdny taniec (wspólnie z żoną Jeanne Robinson)
- Gwiezdny taniec(inne języki) (Stardance, 1979), wyd. polskie 1986 w tłumaczeniu Jacka Manickiego, „Fantastyka” 1986, nr 10, 11, 12[3]
- Starseed (1991)
- Starmind (1995)

### The Callahan
- Callahan's Place
  - Callahan's Crosstime Saloon (1977)
  - Time Travelers Strictly Cash (1981)
  - Callahan's Secret (1986)
- Lady Sally's
  - Callahan's Lady (1989)
  - Lady Slings the Booze (1992)
  - Kill the Editor (1991)
- Mary’s Place
  - The Callahan Touch (1993)
  - Callahan's Legacy (1996)
- The Place
  - Callahan's Key (2000)
  - Callahan's Con (2003)

### Inne powieści
- Telempata(inne języki) (Telempath, 1976), wyd. polskie 1995 w tłumaczeniu Anny Reszki, Wydawnictwo Bellona[4]
- Night of Power (1985)
- The Free Lunch (2001)
- Very Bad Deaths (2004)
- Variable Star (2006)

### Zbiory opowiadań
- Antinomy (1980)
- Melancholy Elephants (1984)
- True Minds (1990)
- User Friendly (1998)
- By Any Other Name (2001)
- God Is an Iron and Other Stories (2002)

## Nagrody
- Nagroda Campbella (nowy pisarz) – 1974
- By Any Other Name – opowiadanie – Hugo 1977
- Gwiezdny taniec (Stardance) – opowiadanie (wspólnie z żoną Jeanne) – Hugo 1978, Nebula 1977
- Melancholy Elephants – krótka forma – Hugo 1983